# NGC 5169
NGC 5169 (również PGC 47231 lub UGC 8465) – galaktyka spiralna z poprzeczką (SBbc), znajdująca się w gwiazdozbiorze Psów Gończych. Odkrył ją John Herschel 26 kwietnia 1830 roku.